# Hydrodendron corrugatum
Hydrodendron corrugatum är en nässeldjursart som först beskrevs av John Fraser 1936.  Hydrodendron corrugatum ingår i släktet Hydrodendron och familjen Haleciidae. Inga underarter finns listade i Catalogue of Life.